# Luigi Quagliata
Luigi Quagliata (né à Sant'Alessio Siculo le 13 septembre 1899, mort à Rome en 14 février 1991) est un architecte et urbaniste italien du XXe siècle. 

## Biographie
Luigi Quagliata est diplômé en architecture après avoir résidé un certain temps aux États-Unis pour parfaire ses compétences techniques, professionnelles et culturelles. De retour en Italie il rejoint la tendance moderniste dont il est un précurseur et se consacre particulièrement à l'acoustique des lieux de rencontre. En 1936 il participe à la compétition internationale publique lancée par la municipalité de Venise pour la conception du Palais du cinéma de Venise sur le Lido de Venise. La commission responsable récompense son projet et la ville lui confie la conception finale et la gestion de la construction. Travaillant dans l'urgence, Quagliata peut cependant inaugurer à temps le bâtiment qui abrite encore la Mostra de Venise depuis août 1937. Bien qu'ayant créé une œuvre qui participe du prestige de la politique fasciste, ses opinions sont toujours antifascistes de telle sorte que, toujours en 1937, lors de la visite de Mussolini à Messine, Quagliata étant dans la ville est arrêté par précaution comme opposant au régime. 
Tout juste sorti de prison Quagliata retourne immédiatement aux États-Unis où il passe toute la période de la Seconde Guerre mondiale. De retour en Sicile en 1943, il rejoint le Parti socialiste des travailleurs italiens (PSLI) et en est délégué dans le cadre de la Consulta Nazionale.
En 1952 le président de la Biennale de Venise, Giovanni Ponti, lui demande de préparer un nouveau projet pour l'agrandissement du Palais du Cinéma. Quagliata envisage un projet très complexe qui comprend l'élargissement de la Grande Salle, portant le nombre de places à 2300, la construction d'une arène en plein air et d'autres équipements destinés à porter la capacité totale à 5000 places. À cause des difficultés  économiques de la municipalité de Venise, il doit limiter le nouveau projet à la construction d'un avant corps de la Grande Salle et à l'arène en plein air.
Des années plus tard, il s'installe à Rome et se consacre à la conception de nombreux ouvrages, pour la plupart des théâtres tant en Italie qu'à l'étranger où il est universellement reconnu pour son expertise en acoustique.
En 1971, le maire de sa ville natale de Sant'Alessio Siculo lui confie la tâche de concevoir la zone de développement urbain. Quagliata se lance avec enthousiasme dans la préparation d'un projet destiné à promouvoir la zone de développement touristique mais de nombreuses vicissitudes politiques empêchent le projet de voir le jour. Quagliata quitte son pays et ne veut plus jamais y retourner de sa vie. Il meurt à Rome en février 1991 et est enterré à Sant'Alessio Siculo selon son vœu.

## Œuvres principales
- 1936/1937 – Progetto e realizzazione del Palazzo del Cinema al Lido di Venezia.
- 1952 - Progetto dell’ampliamento del Palazzo del Cinema al Lido di Venezia.

## Écrits
- L’Acustica nelle sale cinematografiche, 1936, Fratelli Treves Editori, estratto editoriale dalla rivista Architettura, Giugno Annata XV, Milano